# Diorhabda rybakowi
Diorhabda rybakowi es una especie de insecto coleóptero de la familia Chrysomelidae. Fue descrita por Weise en 1890.